# Войд Волопаса

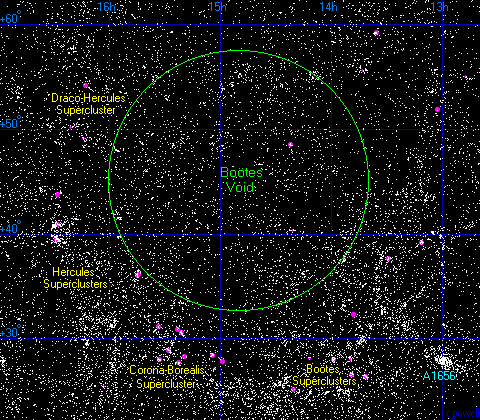
Карта войду Волопаса

Войд Волопаса (англ. Boötes void) — войд у напрямку сузір'ї Волопаса. Це велика, майже сферично-симетрична ділянка космічного простору, що містить малу кількість галактик. Центр має координати α=14год 50хв и δ =46° .

## Опис
Діаметр войду оцінюється в 330 млн світлових років (приблизно 0,27 % діаметра видимого Всесвіту), обсяг становить 236 000 Мпк3. Войд Волопаса є одним з найбільших войдів й іноді називається супервойдом. Про його відкриття повідомили Роберт Кіршнер та колеги (1981) у рамках огляду червоних зсувів. Центр войду Волопаса розташований на відстані близько 700 млн св. років від Сонця.
Надскупчення Геркулеса утворює частину ближнього краю войду.
Інші астрономи невдовзі виявили, що войд містить кілька галактик. 1987 року Р. Кіршнер та колеги опублікували результати дослідження восьми галактик у войді. M. Strauss і J. Huchra анонсували відкриття ще кількох галактик у 1988 році, а Г. Алдерінг, Г. Ботун, Р. Кіршнер та Р. Марцке у 1989 році заявили про відкриття 15 галактик. До 1997 року стало відомо про 60 галактик у войді.
За словами Грегорі Алдерінга, масштаб войда такий, що «якби Чумацький Шлях перебував у його центрі, ми не дізналися б про існування інших галактик до 1960-х років».
Таким чином, у войді було виявлено лише 60 галактик. Якщо скористатися грубою оцінкою усередненої концентрації — 1 галактика на 10 млн світлових років, — то у войді мало б бути близько 2000 галактик.

## Виникнення
Не спостерігається видимих невідповідностей між існуванням Войда Волопаса і моделлю Лямбда-CDM. Існує теорія про формування войда Волопаса в результаті злиття менших войдів. Це пояснює малу кількість галактик, що розташовані у витягнутій області поблизу центру войду.